# Jungle Nest
Jungle Nest é uma série de televisão argentina em live-action, produzida por Non Stop e Disney XD América Latina, sendo a segunda série de televisão feita na Argentina, atrás de Peter Punk. A série estreou no dia 13 de fevereiro de 2016, em toda a América Latina e no Brasil, no Disney XD.
Foi exibida uma pré-estreia VIP no dia 12 de fevereiro de 2016, um dia antes da estreia oficial, no Disney Channel, em toda a América Latina e no Brasil.

## Enredo
Um jovem de 17 anos chamado Julián (Santiago Magariños) é convidado por seu tio Max (Esteban Prol) a passar um verão em seu hotel ecológico, situado no meio da selva e construído em cima de uma árvore. A série gira em torno dele e mais três aventureiros, que vivem várias situações na floresta.

## Elenco e personagens

### Principais
- Santiago Magariños como Julián, um jovem aventureiro de 17 anos que adora videogames e é muito seguro de si mesmo.
- Tupac Larriera como Oso, um garoto impulsivo, de bom coração e que vive de bom humor.
- Giovanna Reynaud como Gala, uma adolescente muito bonita que é fanática pela moda e sempre veste as melhores marcas e últimas tendências.
- Iván Aragón como Rocco, o mais jovem do grupo, é impulsivo e destemido e constantemente alerta, a espera de alguma ameaça imaginária.
- Esteban Prol como Max, o tio de Julián e o dono do hotel Jungle Nest.
- Cesar Bordón como Montalbán, o preferido da cidade de Zapuacán desde que tinha vinte anos.
- Valentín Villafañe como Markus, o filho de Montalbán, que vive disfrutando das vantagens do poder de seu pai.
- Ming Chen como Mei Ling, de origem chinesa, a única funcionária do hotel, contratada originalmente por Max, antes da chegada de Julián e os outros jovens.

## Produção
A série foi anunciada em 20 de janeiro de 2015 pela gerente geral do Disney XD América Latina, Cecilia Mendoça. Jungle Nest é a segunda série de televisão do Disney XD feita na Argentina, atrás de Peter Punk. Originalmente foi anunciado que a série estrearia em 2015 mesmo, mas sua estreia foi atrasada, sendo finalmente confirmada para fevereiro de 2016.
As gravações da série começaram em janeiro de 2016. A realização da série ficou a cargo da produtora Non Stop. As cenas interiores foram gravadas em Buenos Aires e, as cenas exteriores foram realizadas em um prazo de seis semanas em Puerto Iguazú. Para sua primeira temporada foram confirmados 26 episódios de 22 minutos de duração cada um. O elenco da série tem Santiago Magariños e Esteban Prol como os personagens principais, e também conta com Tupac Larriera, Valentín Villafañe, César Bordón, Giovanna Reynaud, Ivan Aragon e Ming Chen no elenco.